# Agrypnus tuberculosus
Agrypnus tuberculosus là một loài bọ cánh cứng trong họ Elateridae. Loài này được Vats & Kashyap miêu tả khoa học năm 1992.